# Албарето (Пјаченца)
Албарето је насеље у Италији у округу Пјаченца, региону Емилија-Ромања.
Према процени из 2011. у насељу је живело 88 становника. Насеље се налази на надморској висини од 279 м.